# Kościół św. Floriana w Naroku
Kościół św. Floriana – rzymskokatolicki kościół parafialny położony przy ulicy Wiejskiej 24 w Naroku. Świątynia należy do parafii św. Floriana w Naroku w dekanacie Opole-Szczepanowice, diecezji opolskiej.

## Historia kościoła
W Naroku pierwszy kościół wybudowano w 1804 roku. Pierwotnie była to drewniana świątynia pod wezwaniem św. Sebastiana i Floriana stojąca w Chróścicach po drugiej stronie Odry. Kościół ten był już wzmiankowany w 1687 roku w dokumentach wizytacyjnych diecezji wrocławskiej. W związku z wybudowaniem w 1804 roku w Chróścicach nowego murowanego kościoła, stara świątynia została zdemontowana i sprzedana wraz z całym wyposażeniem za 100 talarów do Naroka. Kościół ten służył mieszkańcom Naroka cały wiek, aż do 1904 roku, kiedy to spłonął doszczętnie od uderzenia pioruna. Wtedy to z inicjatywy Józefa Lechmanna, proboszcza ze Skorogoszczy, wybudowano nowy murowany kościół w stylu neobarokowym. Głównymi fundatorami kościoła byli ówcześni właściciele Naroka rodzina Wichelhaus. Chociaż byli wyznania ewangelickiego, pokryli jednak w znacznej mierze koszty budowy kościoła. Od momentu wybudowania budynku kościoła zmienił się jedynie kształt wieży, która pod koniec działań związanych z II wojną światową, w styczniu 1945 roku, została wysadzona w powietrze. Wieżę odbudowano po wojnie, nadając jej obecny kształt.
Świątynia w Naroku, od czasu powstania była kościołem filialnym parafii św. Jakuba Apostoła w Skorogoszczy. Dopiero w 1941 roku, ustanowiono tu samodzielną parafię.